# Chómpiras
El Chómpiras es un personaje ficticio de televisión, interpretado por Roberto Gómez Bolaños para la serie de televisión Chespirito cuyo nombre real es Aquiles Esquivel Madrazo; sin embargo, el mismo Chómpiras afirmó llamarse también Parangaricutiridolfo Parangaricutigodinez, Eric Fuente, Mimí y Luisa Lane, en diferentes ocasiones. Es en el capítulo "Detenidos en la comandancia/Peluquería en la calle" de 1993, donde el Chómpiras aseguró llamarse Mimí, debido a que su padre era fanático de las aventuras del Ratón Miguelito y a que cuando nació pensaban que era mujer. 
No fue sino hasta los 14 años cuando se percataron de que era en realidad varón pues, en lugar de robarse una muñeca, se robó a la dependienta un día en que su papá lo llevó a hurtar una juguetería. 
En un episodio de 1990 sobre los horóscopos, el Chómpiras menciona que nació el 12 de octubre, mismo día que Cristóbal Colón llegó a América en 1492. En otro episodio transmitido en 1992 cuando estuvo a punto de casarse con Doña Espotaverderona (mamá de la Chimoltrufia), afirma que tiene un primo de nombre Eloy, Eloy Madrazo (mismo que es un trailero, protagonista de la obra teatral 11 y 12) y luego en otro cuando se trataba de un bandido suelto apodado "El Chamois", se dedicaba a hacerle halagos con una mujer rubia actuada por María Antonieta de las Nieves en 1983 y otra pelirroja actuada por Maritza Aldaba en 1992. 
Según el capítulo de Los Caquitos (1986) - "La señora de enfrente", el Chómpiras afirma tener 4 hijos quienes "curiosamente heredaron la profesión" de su padre: la de ratero. También cuenta haber tenido 5 mujeres en el transcurso de su vida las cuales compartieron sus penas y sus alegrías.
En una ocasión cuando junto con el Botija trata de asaltar a una estadounidense y ella grita en inglés pidiendo socorro, dice que tiene una prima llamada Socorro. Y en el episodio "La Muerte del Botija" La Chimoltrufia la esposa del Botija le dice al Chompiras que la noche antes Botija había venido con Dolores y el Chompiras le dice "mi prima."
El personaje interpretado por Chespirito de la obra teatral "11 y 12", es Eloy Madrazo, el primo del Chómpiras; se trata de un trailero muy parecido físicamente al Chómpiras pero que no le gusta ser malhablado, según dice. También en un episodio de 1993, cuando buscaba trabajo en el Hotel Buenavista, menciona que tuvo un hermano gemelo que murió al padecer de hambre a unos cuantos días de nacido.

## Detalles
En la década de 1970, el Chómpiras tenía como compañero al "Peterete" interpretado por Ramón Valdés, este era una persona con una personalidad un poco extraña y un caminado aún más raro, ya que realizaba un movimiento imitando a la Pantera Rosa.
En sus aventuras, intentaban hacer todo tipo de robos, ya sea entrando a casas ajenas, participando en contrabandos, deteniendo a personas, entre otros, pero ninguno se les completaba; hasta que se les pudo ver en una iglesia, para así alejarse de esa mala vida.
Estos grandes personajes nunca llegaban a un acuerdo formal y la paciencia del Peterete no era tanta como para soportar a su amigo, por lo que cada vez que había un error y para calmar los ánimos, el Peterete le quitaba la gorra al Chómpiras, lo peinaba, lo castigaba con una cachetada y lo amenazaba diciéndole "y la próxima vez..." añadiendo una acción que podría perjudicarlo.
Algunos otros amigos del Chómpiras dentro del programa, fueron El Botija y El Cuajináis.
En 1979, por causas de la vida, dejó a su amigo el "Peterete" y se reunió con otro amigo, "El Botija" (quien lo trataba igual o peor que el Peterete).
A medida que la serie se acercaba a su apogeo "el Chómpiras" y "el Botija", interpretado por Édgar Vivar, trataban de perpetrar asaltos, los mismos que terminaban siendo frustrados o por coincidencia o inconvenientes asociados a la ineptitud de ambos, sin embargo analizando la sinopsis del programa "el Botija" tenía intenciones de reformarse y llevar una vida de bien, esto por lo general era uno de sus objetivos. Aplicando lo mismo para "el Chómpiras" que siempre estaba de acuerdo con su cómplice.
Ambos personajes se ganaron la simpatía de los televidentes conforme pasaban los años debido a que "el Chómpiras" era inepto para muchas cosas tal vez debido a su inocencia de niño, mientras que "el Botija" era un ser poco más maduro pensando en su futuro así que al pasar los años ambos personajes mostraban un esfuerzo por reformarse y dar un bien a la sociedad.
Esto lo lograron dejando su profesión de "rateros" (ladrones) y aceptaron trabajar para el hotel del Señor Lucho o del Señor "Cecilio Buenavista" según la temporada del programa. La Chimoltrufia, esposa de Botija, convenció a los "Caquitos" de convertirse en personas honradas. Luego de mirar un episodio del Chavo del Ocho en 1982 "Un Ratero en la Vecindad" en el televisor que le habían robado a Doña Nachita. Se dedicaron a diversos trabajos: peluqueros, limpiabotas, lecheros, cargadores, hasta que el Licenciado Morales les consiguió trabajo, primero en el "Hotel Lucho", administrado por Don Lucho y a su cierre en el "Hotel Buenavista", administrado por Don Cecilio Buenavista. La Chimoltrufia como recamarera, Botija como ascensorista (el ascensor no subía estando él adentro) y Chómpiras como botones, siempre exigía propinas a los huéspedes y trataba de venderles alguna cosa como el periódico por ejemplo.
Chómpiras nunca contradice a los Demás, siguiéndole el juego, incluso si lo tratan mal. Ejemplo de ello, cuando le dicen que es Bruto, dice "¿que soy qué?"
- Bruto
- Ah, si, si.

## Frases
- "Tómalo por el lado amable". (Desde 1984 en adelante)
- "¡¿Qué soy qué?!... Ah, sí, sí, sí". (Desde los últimos episodios de 1987 en adelante)
- "¡No, mano! ¡No!".
- "Para que le digo que no, si sí".

## Apariciones en otros medios
- En el episodio de El Chavo animado "Esas llantitas, Señor Barriga", el Chómpiras aparece de cameo en un letrero junto con el Botija.
- Asimismo, aparece en un corto animado conmemorativo a modo de homenaje a Roberto Gómez Bolaños junto al Chavo del ocho, Chaparrón Bonaparte, Dr. Chapatín y El Chapulín Colorado, esto realizado al mismo estilo de la serie del El Chavo Animado, también por parte de Anima Estudios.[1]